# Elżbieta Rakoczy
Elżbieta Rakoczy z d. Białas (ur. 2 listopada 1910 w Bogucicach – zm. 4 września 1957 w Katowicach) – polska lekkoatletka. Dziewięciokrotna medalistka Mistrzostw Polski Seniorów w Lekkoatletyce.

## Życiorys
Żona Jana Rakoczego, który był również lekkoatletą.

## Osiągnięcia[1]
- 1. miejsce na dystansie 4 × 200 m (Mistrzostwa Polski Seniorów w Lekkoatletyce 1928)
- 1. miejsce na dystansie 4 × 100 m (Mistrzostwa Polski Seniorów w Lekkoatletyce 1932)
- 1. miejsce na dystansie 50 m przez płotki (Halowe Mistrzostwa Polski Seniorów w Lekkoatletyce 1933)
- 2. miejsce na dystansie 4 × 100 m (Mistrzostwa Polski Seniorów w Lekkoatletyce 1929)
- 2. miejsce na dystansie 100 m (Mistrzostwa Polski Seniorów w Lekkoatletyce 1933)
- 3. miejsce na dystansie 4 × 200 m (Mistrzostwa Polski Seniorów w Lekkoatletyce 1933)
- 3. miejsce na dystansie 200 m (Mistrzostwa Polski Seniorów w Lekkoatletyce 1933)
- 3. miejsce na dystansie 80 m przez płotki (Mistrzostwa Polski Seniorów w Lekkoatletyce 1934)
- 3. miejsce na dystansie 4 × 100 m (Mistrzostwa Polski Seniorów w Lekkoatletyce 1934)
- 3. miejsce na dystansie 4 × 200 m (Mistrzostwa Polski Seniorów w Lekkoatletyce 1934)

## Rekordy życiowe[1]
| Konkurencja               | Data i miejsce            | wynik    |
| ------------------------- | ------------------------- | -------- |
| bieg na 50 m              | 05.02.1933 Przemyśl       | 7,3 s    |
| bieg na 60 m              | 05.11.1933 Sosnowiec      | 8,2 s    |
| bieg na 100 m             | 16.07.1933 Królewska Huta | 13,1 s   |
| bieg na 200 m             | 25.06.1933 Katowice       | 28,2 s   |
| bieg na 80 m przez płotki | 25.05.1933 Katowice       | 14,0 s   |
| skok w dal                | 05.10.1930 Królewska Huta | 4,50 m   |
| 3-bój                     | 30.09.1934 Chorzów        | 108      |
| 5-bój                     | 05.10.1930 Królewska Huta | 2 336,44 |